# Staré Hutě
Staré Hutě (německy Althütten) jsou obec v okrese Uherské Hradiště ve Zlínském kraji. Leží patnáct kilometrů severozápadně od Uherského Hradiště, na říčce Kyjovce v pohoří Chřiby. Žije zde 132 obyvatel.

## Historie
Historie obce je svázána se sklárnou, která zde vznikla na počátku 18. století. Dle záznamů vrchnostenského úřadu se vznik skláren a tedy i vsi klade do roku 1701, dle jiných záznamů k němu došlo v letech 1650–1675. V roce 1702 zde žilo 5 sklářských rodin z okolních obcí a také z Nového Města na Moravě. V roce 1806 sklárna ukončila provoz, ale už v roce 1814 ji kupuje syn buchlovického hostinského Izák Reich a výrobu obnovuje. Jeho potomci pak najímají další sklárny v Koryčanech, Kyjově nebo Karolince. V roce 1876 sklárna definitivně zastavila výrobu. V jejich prostorách ještě nějaký čas byla výrobna perleťových knoflíků a ozdobných předmětů s 15 zaměstnanci.

## Ochrana přírody
Na území obce se nacházejí tato chráněná území:
- Evropsky významná lokalita: Chřiby
- Památný strom: Malíkova lípa

## Obyvatelstvo
| Rok            | 1869 | 1880 | 1890 | 1900 | 1910 | 1921 | 1930 | 1950 | 1961 | 1970 | 1980 | 1991 | 2001 | 2011 | 2021 |
| -------------- | ---- | ---- | ---- | ---- | ---- | ---- | ---- | ---- | ---- | ---- | ---- | ---- | ---- | ---- | ---- |
| Počet obyvatel | 390  | 333  | 320  | 282  | 280  | 261  | 249  | 240  | 233  | 191  | 169  | 120  | 124  | 127  | 126  |
| Počet domů     | 57   | 60   | 60   | 58   | 60   | 60   | 61   | 69   | 66   | 60   | 53   | 68   | 79   | 79   | 81   |

## Obecní správa

### Obecní symboly
Znak a vlajka byly obci uděleny rozhodnutím předsedy Poslanecké sněmovny Parlamentu České republiky dne 9. prosince 2002.

## Osobnosti
- Salomon Reich (1817–1900), židovský podnikatel ve sklářství, zakladatel Karolíniny Huti

## Galerie

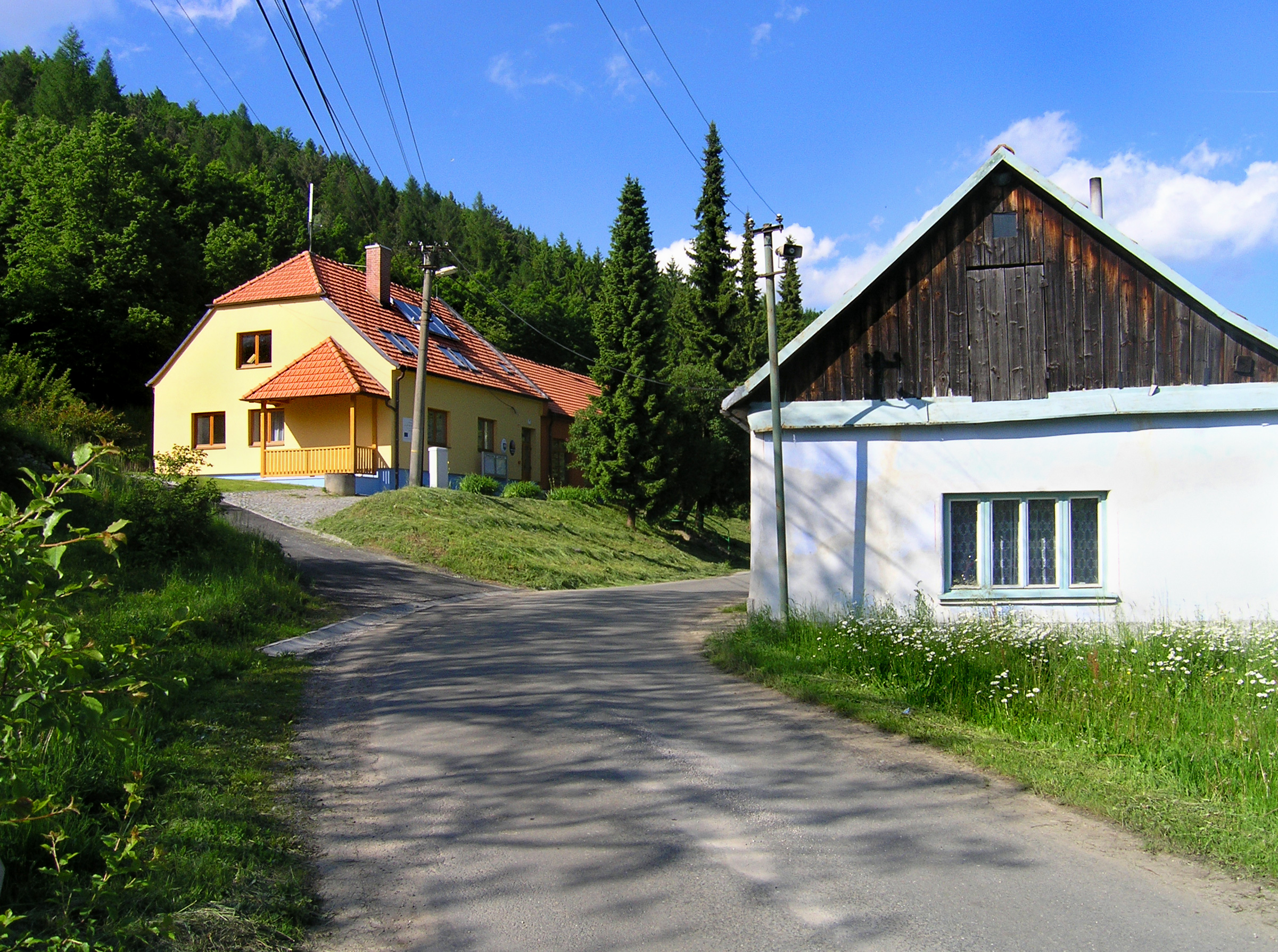
Obecní úřad (vlevo)
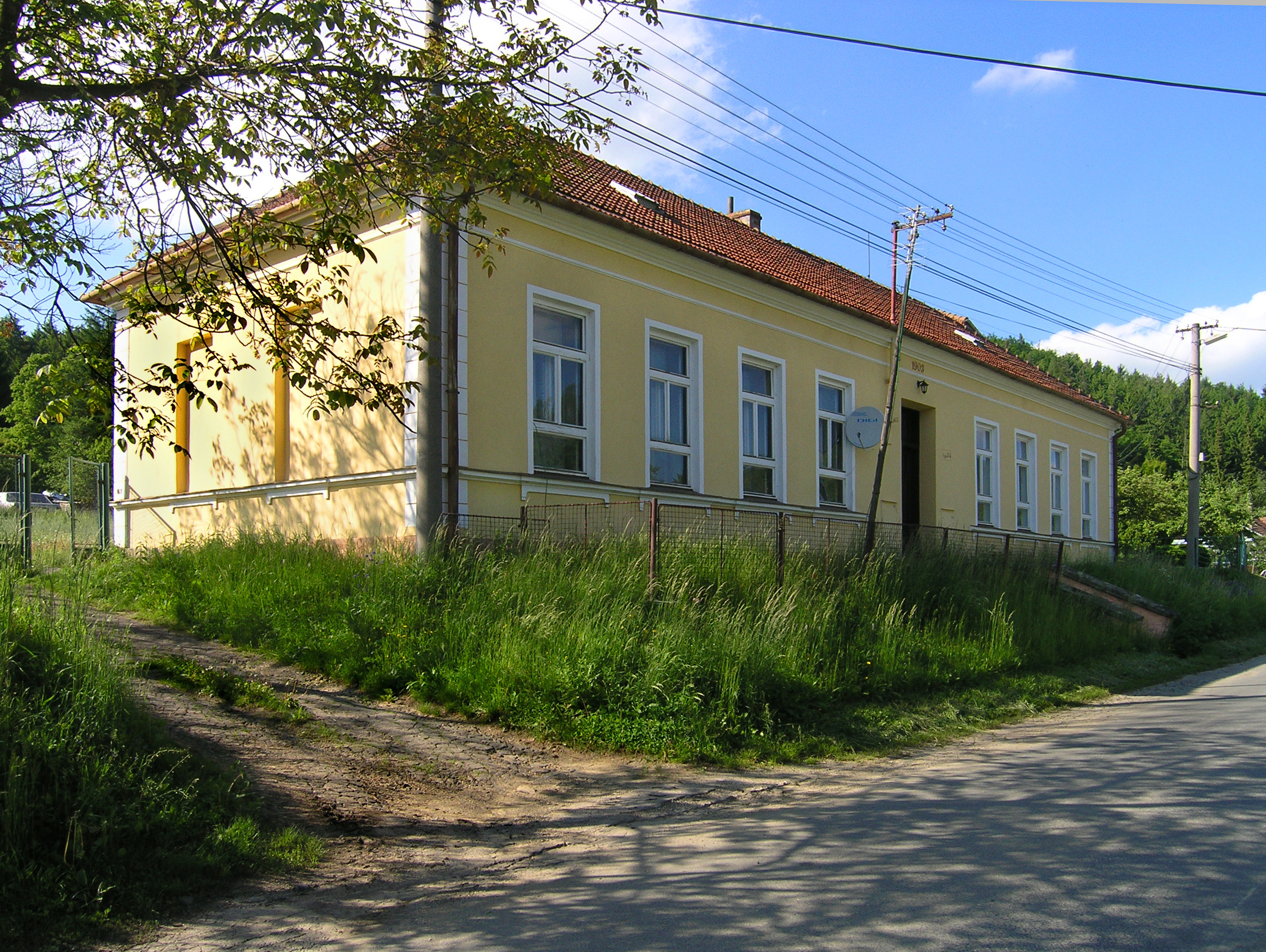
Budova bývalé školy
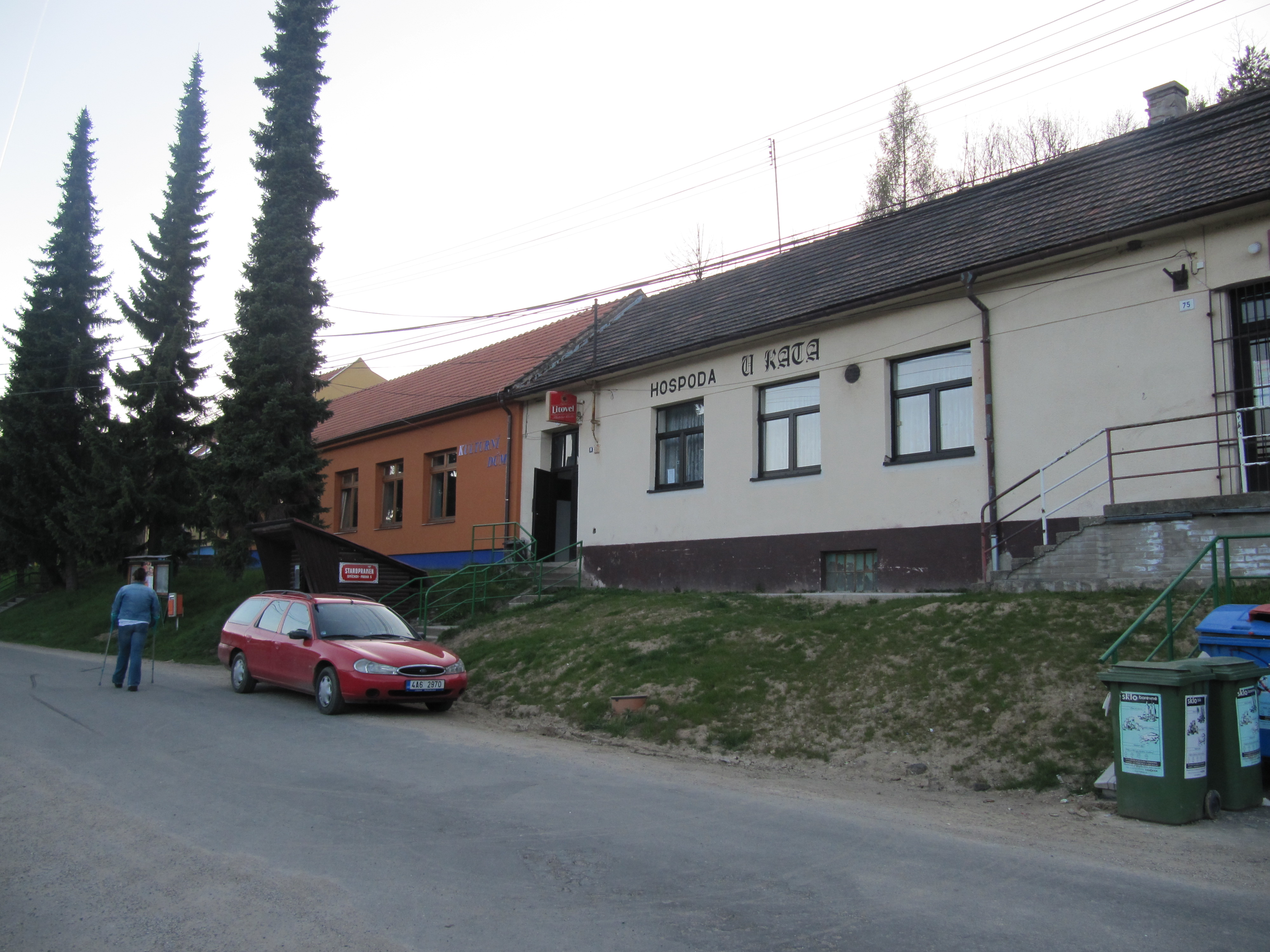
Hospoda a kulturní dům